# Prensa de Chile

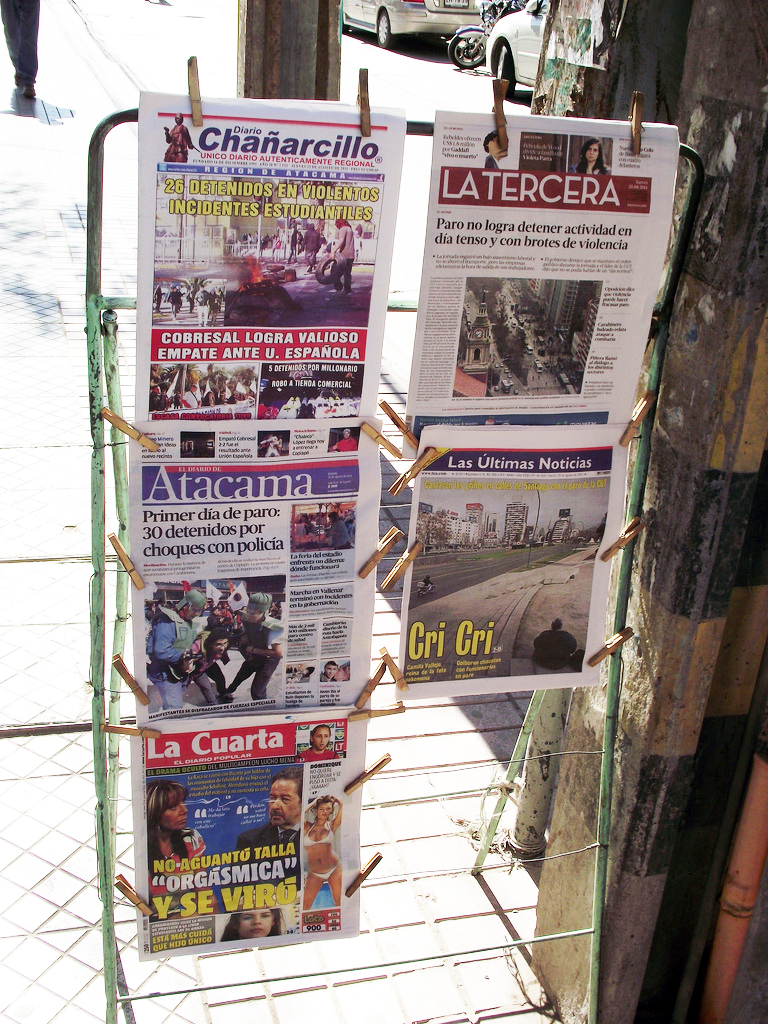
Periódicos en un quiosco de Copiapó.

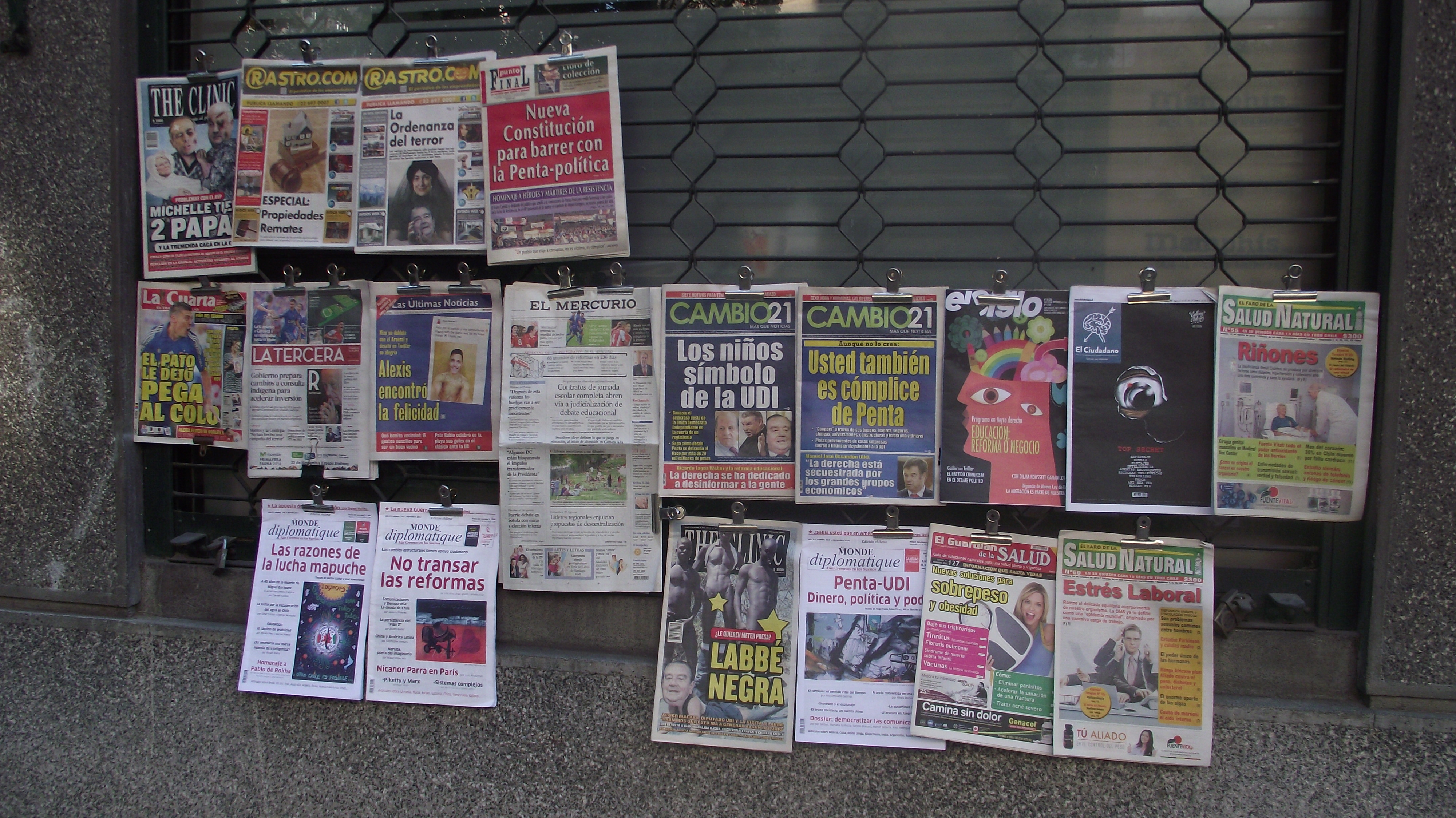
Periódicos en un quiosco de Santiago.

La prensa de Chile tiene sus orígenes en el primer periódico nacional, la Aurora de Chile, cuyo primer número se publicó el 13 de febrero de 1812.
En la actualidad algunos de estos se publican durante toda la semana (diario) o semanal o quincenalmente (periódico). Los diarios y periódicos chilenos, en su gran mayoría, se agrupan en la Asociación Nacional de la Prensa. Las revistas (publicaciones semanales, quincenales y mensuales) en Chile son de circulación nacional.

## Antecedentes
El desarrollo de la imprenta en Chile fue fundamental para la aparición de la prensa nacional durante el siglo XIX. Las artes gráficas comenzaron a gestarse de manera formal en la Real Universidad de San Felipe, con un taller experimental dirigido por el impresor y tipógrafo chileno, José Camilo Gallardo, pionero de su rubro en el país.  Los tres primeros periódicos chilenos fueron la Aurora de Chile (1812-1813), dirigido por el Fray Camilo Henríquez, El Monitor Araucano (1813-1814) y El Semanario Republicano (1813-1814). 

## Periódicos
Se acostumbra a distinguir entre diarios de circulación nacional y de circulación regional. Los primeros, que se editan en Santiago, son El Mercurio y Las Últimas Noticias (propiedad de El Mercurio S.A.P.), La Tercera (del consorcio COPESA) , y Diario Financiero; este último diario de información financiera. Un caso especial es el vespertino La Segunda (de El Mercurio S.A.P.), por cuanto este diario, aunque se edita y distribuye en la Región Metropolitana de Santiago, también se distribuye y aparece durante la tarde en las regiones de Valparaíso y O'Higgins. Cabe destacar que la circulación de la prensa escrita en su edición física no se edita durante sólo 2 días en el año: 1 de enero (Año nuevo) y 1 de mayo (Día del trabajador).
También circulan dos diarios gratuitos: Publimetro (del holding Metro International) y HoyxHoy (de El Mercurio S.A.P.). Cómo diarios independientes se encuentra The Clinic, de circulación quincenal con una mirada de sátira política. De los periódicos en lengua extranjera aún en circulación, se encuentra The Santiago Times y I Love Chile News, de circulación mensual con noticias de Chile en inglés, el semanario Cóndor en alemán y el quincenal Presenza en italiano.
Dentro de los periódicos y prensa escrita, podrás encontrar 2 formatos versión impresa en papel y de impresión digital. Los diarios de impresión digital son amigables con el medio ambiente, tienen un amplio alcance de audiencia y al ser digital su impacto es medible. Un ejemplo de diario de versión impresión digital es el Diario Público Chile Archivado el 25 de septiembre de 2022 en Wayback Machine. un medio de comunicación y prensa digital con cobertura nacional, el cual puedes ver de cualquier parte de chile en cualquier dispositivo.
Entre los diarios de circulación regional, que sólo se editan y distribuyen dentro de su región o ciudad, se encuentran los siguientes:
| Zona norte y centro del país - Región de Arica y Parinacota - La Estrella de Arica (de la Empresa Periodística El Norte S.A. - El Mercurio S.A.P.) - Región de Tarapacá - La Estrella de Iquique (de la Empresa Periodística El Norte S.A. - El Mercurio S.A.P.) - Diario 21 de Iquique - Diario El Longino - Región de Antofagasta - El Mercurio de Antofagasta (de la Empresa Periodística El Norte S.A. - El Mercurio S.A.P.) - El Mercurio de Calama (de la Empresa Periodística El Norte S.A. - El Mercurio S.A.P.) - La Estrella del Norte de Antofagasta (de la Empresa Periodística El Norte S.A. - El Mercurio S.A.P.) - La Estrella del Loa de Calama (de la Empresa Periodística El Norte S.A. - El Mercurio S.A.P.) - La Estrella de Tocopilla (de la Empresa Periodística El Norte S.A. - El Mercurio S.A.P.) - Región de Atacama - El Diario de Atacama de Copiapó (de la Empresa Periodística El Norte S.A. - El Mercurio S.A.P.) - Chañarcillo de Copiapó - La Estrella del Huasco de Vallenar (de la Empresa Periodística El Norte S.A. - El Mercurio S.A.P.) - Región de Coquimbo - El Día de La Serena - La Región de Coquimbo - El Ovallino de Ovalle - Región de Valparaíso - El Observador de Quillota - El Mercurio de Valparaíso (de la Empresa El Mercurio de Valparaíso S.A. - El Mercurio S.A.P.) - La Estrella de Valparaíso (de la Empresa El Mercurio de Valparaíso S.A. - El Mercurio S.A.P.) - El Líder de San Antonio (de la Empresa El Mercurio de Valparaíso S.A. - El Mercurio S.A.P.) - El Andino de Los Andes - El Trabajo de San Felipe - Región Metropolitana de Santiago - Periódico El Expreso Noticias de Melipilla y Talagante - El Labrador de Melipilla - El Líder de Melipilla - Puente Alto al Día - Diario Sur Noticias | Zona centro-sur, sur y austral del país - Región de O'Higgins - El Rancagüino - El Tipógrafo - Diario VI Región - El Cóndor de Santa Cruz - Región del Maule - Diario El Curicano de Curicó - El Heraldo de Linares - La Prensa de Curicó - El Centro de Talca - Región de Ñuble - Crónica Chillán (de Diario El Sur S.A. - El Mercurio S.A.P.) - La Discusión de Chillán (del holding Octava Comunicaciones S.A.) - Región del Biobío - El Diario de Concepción (del holding Octava Comunicaciones S.A.) - El Sur (de Diario El Sur S.A. - El Mercurio S.A.P.) - La Estrella de Concepción (de Diario El Sur S.A. - El Mercurio S.A.P.) - La Tribuna de Los Ángeles - Región de la Araucanía - El Austral de Temuco (de la Sociedad Periodística Araucanía S.A. - El Mercurio S.A.P.) - Las Noticias de Victoria - Región de Los Ríos - El Diario Austral de Los Ríos (de la Sociedad Periodística Araucanía S.A. - El Mercurio S.A.P.) - Región de Los Lagos - El Austral de Osorno (de la Sociedad Periodística Araucanía S.A. - El Mercurio S.A.P.) - El Heraldo Austral de Puerto Varas - El Llanquihue de Puerto Montt - La Estrella de Chiloé (de la Sociedad Periodística Araucanía S.A. - El Mercurio S.A.P.) - El Insular de Castro - Región de Aysén - El Diario de Aysén de Coyhaique - El Divisadero de Coyhaique - Región de Magallanes y de la Antártica Chilena - El Magallanes de Punta Arenas - La Prensa Austral de Punta Arenas - El Pingüino de Punta Arenas |

## Revistas
En la historia de la prensa y por sus ventas las revistas no han sido medios de mayor importancia que los diarios. Por lo general, —sobre todo desde comienzos del siglo XX, con el advenimiento del periodismo moderno, entendido como aquel centrado en la noticia, más que en los comentarios o proselitismo— las revistas han ocupado el lugar de ser intérpretes de sectores de opinión o medios de noticias más específicos. Estadio, editada entre 1941 y 1982, ha sido la principal publicación deportiva en la historia del país.
Se puede distinguir entre las informativas o dirigidos a públicos específicos. De carácter general e informativos, con una visión ideológica de derechas: Qué Pasa y revista Ercilla. De una visión pluralista: El Periodista (Chile). Con una visión ideológica de izquierdas y extrema izquierda: El Siglo y Punto Final. De negocios: Capital y Estrategia. De sátira y noticias: The Clinic. Revistas femeninas: Paula. De espectáculos y entrevistas: Cosas, Caras y Vea.